# 에바네센스
에바네센스(Evanescence)는 1995년 리틀록에서 가수이자 피아노 연주자인 에이미 리(Amy Lee)와 기타 연주자 벤 무디(Ben Moody)가 결성한 미국의 얼터너티브 메탈 밴드이다.
그룹은 현재 초기 결성원인 벤 무디가 2003년에 빠지고, 기타리스트 존 르콤프와 타악기자 록키 그레이가 2007년에 떠나는 등 많은 타격을 입었다. 따라서 초기결성원 중 남아있는 구성원은 에이미 리뿐이다. 이 팀은 메인보컬이 여자라서 더욱 흥미가 가는 밴드이다. 2015년 기준으로 앨범을 새로 내지는 않았지만 컴백은 한 상태이다.

## 음반 목록

### 정규 음반
- Origin (2000년, 데모 음반)
- Fallen (2003년)
- The Open Door (2006년)
- Evanescence (2011년)
- Synthesis (2017년)
- The Bitter Truth (2021년)

### 라이브 음반
- Anywhere but Home (2004년)